# Chotěboř
Chotěboř là một thị trấn thuộc huyện Havlíčkův Brod, vùng Vysočina, Cộng hòa Séc.